# Корнилий Паданский
Корнилий Паданский (XVI век) — ученик Александра Свирского, основатель Никольской Верхопаданской пустыни. Святой Русской православной церкви, почитается в лике преподобных. Память совершается в третью неделю , Празднуется 3 июня в Соборе Карельских Святых, и в переходящих Санкт-Петербургских и Ладожских преподобных.

## Биография
Преподобный Корнилий был учеником и келейником святого Александра Свирского.
В 1549 году в Винницком погосте на реке Шокше на притоке реки Падана,Корнилий основал Никольскую Верхнеоятскую пустынь, получившую от притока название Паданская. По сообщению писцовой книги Обонежской пятины 1582—1583 годов: «На монастыре ж келья игумена Корнилия, да семь келий, а в них живут 11 братов черноризцев». Ещё при жизни Корнилия в пустыне была построена деревянная церковь святителя Николая Чудотворца с трапезной.
В 1995 году были обследованы захоронения, обнаруженные при расчистке фундамента Введенской церкви Паданского монастыря. В одной из могил, располагавшейся в основании алтаря был обнаружен «практически полный скелет с частично сохранившимися мумифицированными мягкими тканями», принадлежащий мужчине, который умер в конце XVI — начале XVII веков в возрасте около 70 лет. Эксперты подтвердили предложение, что эти мощи принадлежат преподобному Корнилию Паданскому.